# バスクY

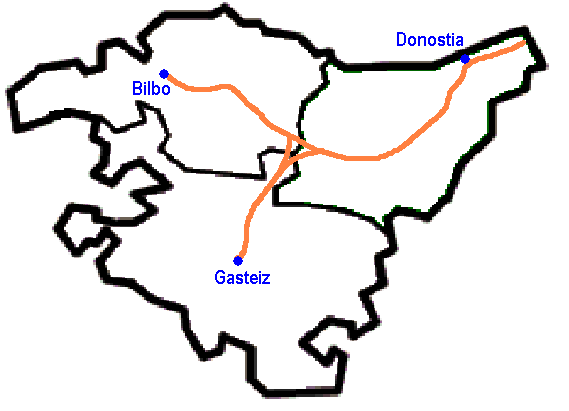
バスクYのルートマップ

バスクY(スペイン語: Y vasca)は、スペイン・バスク州で建設中の高速鉄道ネットワーク。ビスカヤ県の県都ビルバオ、アラバ県の県都ビトリア＝ガステイス（州都）、ギプスコア県の県都サン・セバスティアンの3都市を「Y」字状に結ぶ予定である。

## ルート

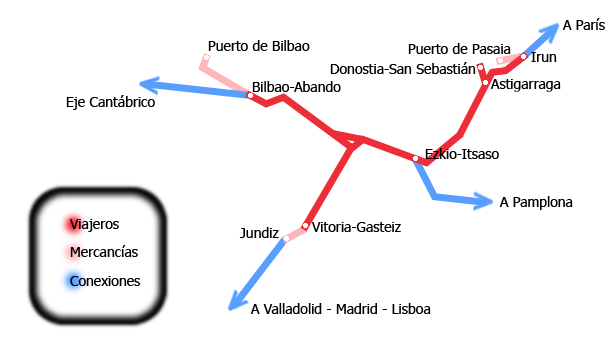
バスクYと他線との接続図

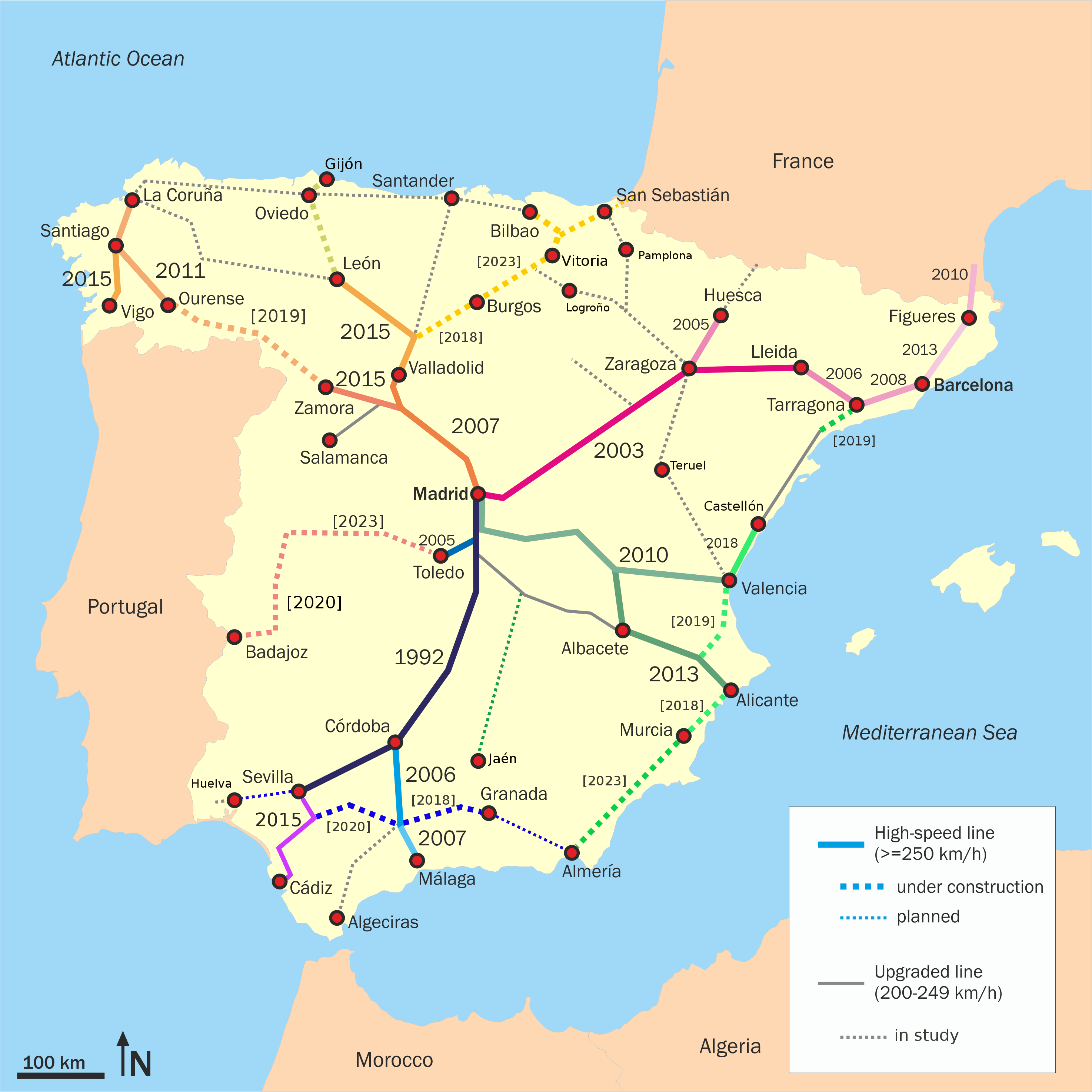
AVEの路線図

旅客・貨物それぞれの列車が運行され、貨物列車はビスケー湾に面したビルバオ港に接続する。157kmが複線区間、37kmが単線区間である。バスク地方の山がちな地形のため、62%（105.9km）はトンネル（計80本）を、10%は橋梁（計71本）を走行する。最低巡行速度は120km/時であり、最高速度は250km/時である。
軌間はヨーロッパで一般的な標準軌（1,435mm）である。バリャドリッドでマドリード行きの高速列車と、イルンでフランス行きの高速列車と接続する。フランスの高速鉄道線がフランス側の国境の町アンダイエまで延伸するのは2020年の予定で、アンダイエ – ボルドー間は160km/時で走る。バスクYはアラゴン州の州都サラゴサやナバーラ州の州都パンプローナと接続する計画がある。

### 所要時間
| 起終点                                       | 直線距離 | 現行の所要時間 | 現行の所要時間 | 現行の所要時間 | バスクYの 計画時間 |
| 起終点                                       | 直線距離 | 鉄道           | バス           | 自動車         | バスクYの 計画時間 |
| -------------------------------------------- | -------- | -------------- | -------------- | -------------- | ------------------ |
| ビルバオからサン・セバスティアン             | 78 km    | 2時間13分      | 1時間10分      | 1時間          | 38分               |
| ビルバオからビトリア＝ガステイス             | 50 km    | 2時間20分      | 1時間          | 45分           | 28分               |
| ビトリア＝ガステイスからサン・セバスティアン | 76 km    | 1時間40分      | 1時間30分      | 1時間10分      | 34分               |
| ビルバオからマドリード                       | 321 km   | 4時間50分      | 4時間45分      | 4時間          | 2時間15分          |

## 駅一覧
| 都市                 | 停車駅                         | 備考                                         |
| -------------------- | ------------------------------ | -------------------------------------------- |
| ビルバオ             | ビルバオ＝アバンド駅           | ビスカヤ県の県都                             |
| ビトリア＝ガステイス | ダト駅                         | アラバ県の県都（州都）                       |
| サン・セバスティアン | サン・セバスティアン＝ノルテ駅 | ギプスコア県の県都                           |
| イルン               | イルン駅                       | フランス方面への接続駅                       |
| エスキオ＝イトゥサソ | エスキオ＝イトゥサソ駅         | ナバーラ州方面への接続駅                     |
| アスティガラガ       |                                | イルン方面とサン・セバスティアン方面の分岐駅 |

## 建設

### 建設計画
バスク地方の高速鉄道について初めて詳細な計画の提案がなされてから、バスク自治州政府議会の承認までに19年を要した。最大の問題はスペイン政府とバスク州政府間の意見の相違であり、建設費用の負担者についてだった。スペイン政府とバスク州との税負担協定に基づき、スペイン政府はバスク州政府の代わりに初段階の支払いを行う。2006年4月25日、スペイン政府の管理下にあるビトリア＝ガステイス市とビルバオ市、バスク州政府の管理下にあるギプスコア県の担当部署がバスクYの建設について合意に達し、同年中に着工した。バスクYはバスク州でもっとも高額な投資となる予定であり、建設費は40億ユーロと試算されている。2012年6月、欧州投資銀行は10億ユーロの資金を調達することで合意した。この時点では2017年に完成予定であった。
2015年初頭に、スペイン政府とバスク州政府は計画を更新した。2017年5月には両政府は契約を更新し、両政府の高官は2023年に完成予定としたが、2022年にADIFの予算計画により完成予定を2027年に延長した。パンプローナへの接続ルートについて現在も複数案を検討中である。

### 建設の利点
バスクYが完成すると、ビスカヤ県の県都ビルバオ、ギプスコア県の県都サン・セバスティアン、アラバ県の県都ビトリア＝ガステイス（州都）間の移動が容易になり、所要時間が現行でもっとも速い交通手段（主に自動車）から約半分に削減される。これに加えて、バスク州政府は既存のバスク鉄道においてビルバオとサン・セバスティアン間のインフラを改善し、小規模な町と大都市間の接続を良好にする予定である。バスクYはビルバオ港でヨーロッパの主要都市と結ばれ、貨物輸送がバスク地方の道路から大型トラックを減少させる。環境負荷を減らすため、レイアウトはアイスコリ山地、ウルキオラ自然保護区、アララル自然保護区の自然区域を避けている。鉄道は飛行機よりも環境負荷が少なく、より安価で移動でき、主に都市郊外にある空港から都市中心部までの移動時間を短縮できる。

### 建設への批判
バスク州政府議会によって「Y」字状のレイアウトが承認を受けた後も、統一左翼のバスク地方組織であるエスケル・バトゥアや、バスク州政府内の生態学者はこのレイアウトを批判している。エスケル・バトゥアは「Y」字状の代わりに「U」字状のレイアウトを提案している。また、左翼バスク民族主義者や生態学者もこのレイアウトを批判している。バスクの武装グループであるバスク祖国と自由(ETA)は、バスクYを活動対象のひとつに定めている。2007年12月には建設に反対するデモがアラサーテ/モンドラゴンで行われ、数千人の参加者を集めた。
2008年12月3日、バスクYの建設工事を請け負っていたアルトゥナ・イ・ウリア社のイグナシオ・ウリア取締役が射殺され、ETAは4日に犯行声明を出した。ホセ・ルイス・ロドリゲス・サパテロ首相やフアン・ホセ・イバレチェバスク自治州政府首班（レンダカリ）はETAによるテロ行為を非難した。2009年1月、ETAはバスクYの建設事業従事者を攻撃対象にすることを声明で発表した。2009年2月9日には、バスクYの建設にかかわっていたフェロビアル社の関連会社があるマドリードのビジネス街で、車載された爆弾が爆発して深さ1mの窪みができた。この事件で負傷者はなかった。事件前にはETAを名乗る人物が赤十字社に対して犯行予告電話をかけており、アルフレード・ペレス・ルバルカバ内務大臣はETAの犯行であると語った。